# Franz Xaver Nagl
Franz Xaver Nagl (Viena, 26 de novembro de 1855 - Viena, 4 de fevereiro de 1913) foi um cardeal da Igreja Católica Romana e Arcebispo de Viena, bem como Arcebispo Titular Latino de Tiro

## Biografia
Nagl nasceu em Viena, na Áustria, filho de Leopold Nagl, porteiro e Barbara Kloiber. Ele foi educado no Seminário de Krems e depois no Seminário de Sankt Pölten de 1874 até 1878, e finalmente na Universidade de Viena, onde obteve um doutorado em teologia em 1883. Ele foi ordenado em 14 de julho de 1878 e fez trabalho pastoral na arquidiocese de Viena até 1882, quando foi nomeado capelão de S. Maria dell'Anima (igreja austríaca em Roma), onde serviu até 1883. Foi professor de filosofia e exegeseno Seminário de Sankt Pölten até 1885. Foi Capelão na Corte Imperial de Viena de 1885 até 1887. Foi Reitor de S. Maria dell'Anima de 1889 até 1902. Foi criado Protonotary apostolic em 1893 e foi Canon of the capítulo da catedral de Viena.

## Episcopado
O Papa Leão XIII nomeou-o Bispo de Trieste e Capodistria em 2 de junho de 1902 e foi consagrado em 15 de junho. Foi promovido à sé titular de Tiro e nomeado bispo coadjutor de Viena em 19 de janeiro de 1910, sucedendo à sede metropolitana de Viena em 5 de agosto de 1911.

## Cardinalizado
Ele foi criado Cardeal-presbítero de São Marcos no consistório de 27 de Novembro 1911 pelo Papa Pio X. Durante seu tempo como arcebispo de Viena, ele foi conselheiro do imperador Francisco José I da Áustria e membro da Câmara dos Lordes e do Landtag. Ele morreu em 1913.